# General Hospital
General Hospital (prescurtat de obicei GH) este o telenovelă americană transmisă ziua, prima dată în 1963. Este listată în Guinness World Records ca cea mai longevivă telenovelă americană încă în producție și a doua cea mai longevivă emisiune de televiziune din istoria americană după seria TV și radio Guiding Light (1952-2009). În același timp, este a treia serie dramatică scenografică cu cea mai lungă producție din lume după serialele britanice The Archers și Coronation Street, precum și cea de-a doua cea mai lungă telenovelă televizată din lume, încă în producție. General Hospital a avut premiera pe rețeaua de televiziune American Broadcasting Company la 1 aprilie 1963. General Hospital este cel mai vechi serial produs la Hollywood și cel mai lung program de divertisment din istoria televiziunii ABC. Deține recordul pentru cele mai multe premii Daytime Emmy pentru cel mai remarcabil serial dramatic, cu 13 premii.

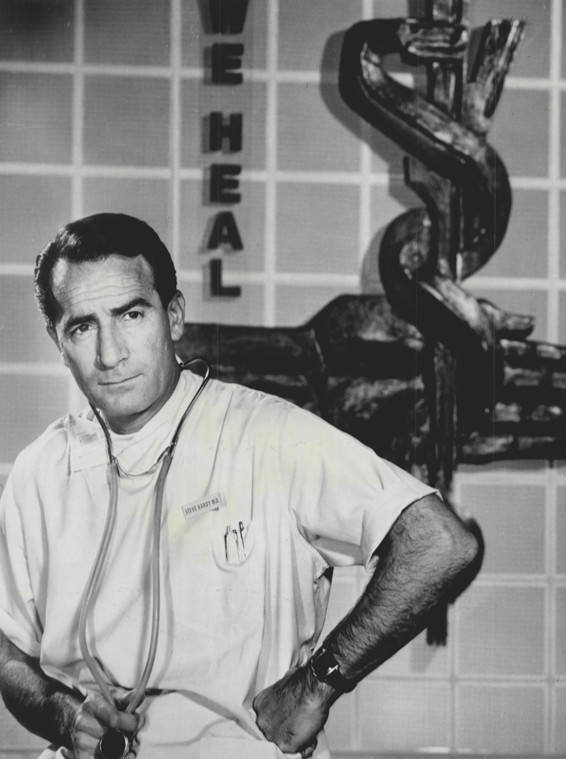
John Beradino în 1964 în General Hospital

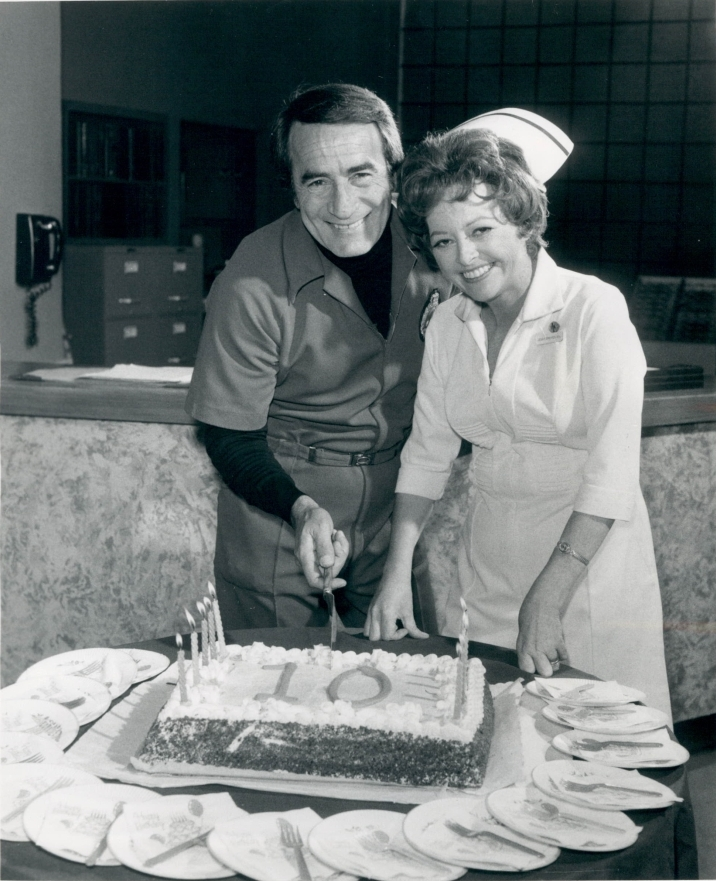
McLaughlin și John Beradino (stânga) la a 10-a aniversare a General Hospital, 1973

Serialul a fost creat de scenariștii Frank și Doris Hursley (soț și soție), pe care inițial l-au plasat într-un spital (de unde și titlul), într-un oraș fictiv fără nume. În anii 1970, orașul a fost numit Port Charles, New York. De la început, în rolurile principale din General Hospital au jucat actorii John Beradino și Emily McLaughlin, iar ambii actori au continuat să joace în serial până la moartea lor în 1996 și, respectiv, în 1991. Un an mai târziu li s-a alăturat Rachel Ames, care a rămas până în prezent cea mai longevivă actriță într-o telenovelă ABC, fiind în emisiune continuă din 1964 până în 2007. General Hospital a fost a doua telenovelă care a fost difuzată pe ABC (după scurta telenovelă Road to Reality, care a fost difuzată câteva luni în sezonul 1960–61). În 1964, a fost creată o emisiune soră, The Young Marrieds; care a fost transmisă timp de doi ani și a fost anulată din cauza ratingurilor scăzute. General Hospital a dat naștere, de asemenea, seriei de zi Port Charles (1997-2003) și General Hospital: Night Shift (2007-2008). Înregistrările au avut loc la The Prospect Studios. General Hospital a fost difuzat timp de o jumătate de oră până la 23 iulie 1976. Seria a fost extinsă de la 30 de minute la 45 de minute la 26 iulie 1976 și apoi la o oră completă din 16 ianuarie 1978.

## Distribuție

### Distribuția originală
| Personaj            | Actor            |
| ------------------- | ---------------- |
| Cynthia Allison     | Carolyn Craig    |
| Jessie Brewer       | Emily McLaughlin |
| Dr. Phil Brewer     | Roy Thinnes      |
| Angie Costello      | Jana Taylor      |
| Mike Costello       | Ralph Manza      |
| Fred Fleming        | Simon Scott      |
| Janet Fleming       | Ruth Phillips    |
| Dr. Steve Hardy     | John Beradino    |
| Roy Lansing         | Robert Clarke    |
| Priscilla Longworth | Allison Hayes    |
| Dr. Ken Martin      | Hunt Powers      |
| Peggy Mercer        | K. T. Stevens    |
| Philip Mercer       | Neil Hamilton    |
| Mrs. Weeks          | Lenore Kingston  |
| Al Weeks            | Tom Brown        |
| Eddie Weeks         | Craig Curtis     |

### Roluri principale
| Actor                 | Rol                      | Durată                                               |
| --------------------- | ------------------------ | ---------------------------------------------------- |
| Tabyana Ali           | Trina Robinson           | 2022–prezent                                         |
| Adrian Anchondo       | Marco Rios               | 2025                                                 |
| Jens Austin Astrup    | Kai Taylor               | 2024–prezent                                         |
| Maurice Benard        | Sonny Corinthos          | 1993–prezent                                         |
| Alexa Havins Bruening | Lulu Spencer             | 2024–prezent                                         |
| Braedyn Bruner        | Emma Drake               | 2024–prezent                                         |
| Steve Burton          | Jason Morgan             | 1991–2012, 2017–2021, 2024–prezent                   |
| Steve Burton          | Drew Cain                | 2017, 2019                                           |
| Jane Elliot           | Tracy Quartermaine       | 1978–1980, 1989–1993, 1996, 2003–2017, 2019–prezent  |
| Genie Francis         | Laura Collins            | 1977–1984, 1993–2002, 2006, 2008, 2013, 2015–prezent |
| Nancy Lee Grahn       | Alexis Davis             | 1996–prezent                                         |
| Nancy Lee Grahn       | Lexie                    | 2020                                                 |
| Tanisha Harper        | Jordan Ashford           | 2022–prezent                                         |
| Rebecca Herbst        | Elizabeth Baldwin        | 1997–prezent                                         |
| Rebecca Herbst        | Jessie Brewer            | 2015                                                 |
| Finola Hughes         | Anna Devane              | 1985–1992, 1995, 2006–2008, 2012–prezent             |
| Finola Hughes         | Liesl Obrecht            | 2013                                                 |
| Finola Hughes         | Alex Marick              | 2017, 2019–2021                                      |
| Finola Hughes         | Alice                    | 2020                                                 |
| Finola Hughes         | Holly Sutton             | 2022                                                 |
| Finola Hughes         | Felicia Scorpio          | 2023                                                 |
| Jonathan Jackson      | Lucky Spencer            | 1993–1999, 2009–2011, 2015, 2024–prezent             |
| Josh Kelly            | Cody Bell                | 2022–prezent                                         |
| Brook Kerr            | Portia Robinson          | 2020–prezent                                         |
| Brook Kerr            | Priscilla Johnson        | 2020                                                 |
| Katelyn MacMullen     | Willow Corinthos         | 2018–prezent                                         |
| Kate Mansi            | Kristina Corinthos-Davis | 2023–prezent                                         |
| Cameron Mathison      | Drew Quartermaine        | 2021–prezent                                         |
| Sofia Mattsson        | Sasha Corbin             | 2018–prezent                                         |
| Giovanni Mazza        | Gio Palmieri             | 2024–prezent                                         |
| Eden McCoy            | Josslyn Jacks            | 2015–prezent                                         |
| Eden McCoy            | Carly Corinthos          | 2020                                                 |
| Amanda Setton         | Brook Lynn Quartermaine  | 2019–prezent                                         |
| Kirsten Storms        | Maxie Jones              | 2005–prezent                                         |
| Kirsten Storms        | B.J. Jones               | 2009                                                 |
| Josh Swickard         | Harrison Chase           | 2018–prezent                                         |
| Donnell Turner        | Curtis Ashford           | 2015–prezent                                         |
| Kristen Vaganos       | Molly Lansing-Davis      | 2023–prezent                                         |
| Kristina Wagner       | Felicia Scorpio          | 1984–2005, 2007–2008, 2012–prezent                   |
| Cynthia Watros        | Nina Reeves              | 2019–prezent                                         |
| Cynthia Watros        | Virginia Benson          | 2020                                                 |
| Maura West            | Ava Jerome               | 2013–prezent                                         |
| Maura West            | Ada Hooke                | 2020                                                 |
| Sawandi Wilson        | Isaiah Gannon            | 2024–prezent                                         |
| Laura Wright          | Carly Spencer            | 2005–prezent                                         |
| Laura Wright          | Lena Spencer             | 2015                                                 |
| Laura Wright          | Beatrice Eckert          | 2020                                                 |
| Dominic Zamprogna     | Dante Falconeri          | 2009–prezent                                         |

### Roluri secundare
| Actor                        | Rol                    | Durată                                                         |
| ---------------------------- | ---------------------- | -------------------------------------------------------------- |
| Cosette Abinate              | Scout Cain             | 2022–prezent                                                   |
| Bradford Anderson            | Damian Spinelli        | 2006–prezent                                                   |
| Asher Antonyzyn              | Danny Morgan           | 2023–prezent                                                   |
| Tajh Bellow                  | TJ Ashford             | 2018–prezent                                                   |
| Charlie Besso                | Tobias                 | 2025                                                           |
| Finn Carr                    | Rocco Falconeri        | 2022–prezent                                                   |
| Colin Cassidy                | Aiden Spencer          | 2024–prezent                                                   |
| Dioni Michelle Collins       | Deanna Sirtis          | 2016–prezent                                                   |
| Nazneen Contractor           | Justine Turner         | 2024–prezent                                                   |
| Kendrick Cross               | Detective Bennett      | 2023–prezent                                                   |
| Daniel Cosgrove              | Ezra Boyle             | 2025                                                           |
| Risa Dorken                  | Amy Driscoll           | 2016–prezent                                                   |
| Bryce Durfee                 | Vaughn                 | 2025                                                           |
| Mark Engelhardt              | Roman Hume             | 2022–prezent                                                   |
| Morgan Fairchild             | Haven de Havilland     | 2022–prezent                                                   |
| Scarlett Fernandez           | Charlotte Cassadine    | 2016–2021, 2023–prezent                                        |
| Jennifer Field               | Jennifer Arden         | 2021–prezent                                                   |
| Lily Fisher                  | Georgie Spinelli       | 2017–prezent                                                   |
| Gary James Fuller            | James West             | 2023–prezent                                                   |
| Kathleen Gati                | Liesl Obrecht          | 2012–prezent                                                   |
| Daniel Goddard               | Henry Dalton           | 2025                                                           |
| Robert Gossett               | Marshall Ashford       | 2021–prezent                                                   |
| Van Hansis                   | Lucas Jones            | 2024–prezent                                                   |
| Nathaniel Harris             | Sergeant Robinson      | 2006–prezent                                                   |
| Rick Hearst                  | Ric Lansing            | 2002–2009, 2014–2016, 2024–prezent                             |
| Carolyn Hennesy              | Diane Miller           | 2006–prezent                                                   |
| Lynn Herring                 | Lucy Coe               | 1986–2002, 2004, 2012–prezent                                  |
| Cyrus Hobi                   | Yuri                   | 2021–prezent                                                   |
| Carly Hughes                 | Elise Vance            | 2023–prezent                                                   |
| Adam Huss                    | Nikolas Cassadine      | 2021–prezent                                                   |
| Jequan Jackson               | Quinn                  | 2024–prezent                                                   |
| Cassandra James              | Terry Randolph         | 2018–prezent                                                   |
| Judy Kain                    | Elaine Stevens         | 2024–prezent                                                   |
| Kody Kavitha                 | Hunter                 | 2024–prezent                                                   |
| Michael E. Knight            | Martin Grey            | 2019–prezent                                                   |
| Wally Kurth                  | Ned Quartermaine       | 1991–2007, 2012–prezent                                        |
| Eva LaRue                    | Natalia Rogers-Ramirez | 2024–prezent                                                   |
| David Lautman                | Grant Smoltz           | 2022–prezent                                                   |
| Arlondriah Lenyea            | N'neeka                | 2021–prezent                                                   |
| Jon Lindstrom                | Ryan Chamberlain       | 1992–1995, 2018–2023                                           |
| Jon Lindstrom                | Kevin Collins          | 1993–2002, 2004, 2013–prezent                                  |
| William Lipton               | Cameron Webber         | 2018–prezent                                                   |
| Lisa LoCicero                | Olivia Falconeri       | 2008–prezent                                                   |
| Lydia Look                   | Selina Wu              | 2015, 2017, 2021–prezent                                       |
| Frank Lyon                   | Frank                  | 2019–prezent                                                   |
| Virginia Ma                  | Madison                | 2024–prezent                                                   |
| Chris McKenna                | Jack Brennan           | 2025                                                           |
| William R. Moses             | Jeff Webber            | 2022–prezent                                                   |
| London & Jett Prinzo-Berendt | Bailey Louise Jones    | 2021–prezent                                                   |
| Trish Ramish                 | Trish                  | 2021–prezent                                                   |
| Ricco Ross                   | Sterling Robinson      | 2023–prezent                                                   |
| Carlo Rota                   | Jenz Sidwell           | 2024–prezent                                                   |
| George Russo                 | Carmine Cerullo        | 2024–prezent                                                   |
| Marc Anthony Samuel          | Felix DuBois           | 2012–prezent                                                   |
| Ava and Grace Scarola        | Avery Corinthos        | 2014–prezent                                                   |
| Parry Shen                   | Brad Cooper            | 2013–prezent                                                   |
| Kin Shriner                  | Scott Baldwin          | 1977–1983, 1987–1993, 1998, 2000–2004, 2007–2008, 2013–prezent |
| Stephen A. Smith             | Television reporter    | 2007                                                           |
| Stephen A. Smith             | Brick                  | 2016–prezent                                                   |
| Rena Sofer                   | Lois Cerullo           | 1993–1997, 2023–prezent                                        |
| Easton Rocket Sweda          | Leo Quartermaine       | 2021–prezent                                                   |
| Darin Toonder                | Damon Montague         | 2023–prezent                                                   |
| Jessica Trainham             | Darcy                  | 2024–prezent                                                   |
| Ellen Travolta               | Gloria Cerullo         | 1994–1996, 2023–prezent                                        |
| Vernee Watson                | Stella Henry           | 2017–prezent                                                   |
| Viron Weaver                 | Wiley Cooper-Jones     | 2021–prezent                                                   |
| Hudson West                  | Jake Spencer           | 2016–2019, 2021–prezent                                        |
| John J. York                 | Mac Scorpio            | 1991–prezent                                                   |
| John J. York                 | James Meadows          | 1997–1998                                                      |

## Legături externe
- Official website
- General Hospital la Internet Movie Database
- General Hospital la TV.com
- Format:EmmyTVLegends title
- Fielden Farrington scripts, at the University of Maryland libraries. Contains scripts for General Hospital from 1975 to 1976.

## Vezi și
- 1963 în televiziune